# 阿凡達4
《阿凡達4》（英語：Avatar 4）是一部计划于2029年美國史詩式科幻電影，由詹姆斯·卡麥隆編導以及製片。該片為2025年電影《阿凡達：火與燼》的續集、《阿凡達系列》的第四部電影作品，由山姆·沃辛頓、柔伊·莎達娜主演。
《阿凡達4》預定於2029年12月21日美國上映。

## 演員

### 納美人
| 演員          | 角色              | 簡介 |
| 山姆·沃辛頓   | 傑克·蘇里         | 前海軍陸戰隊下士，在協助納美人驅逐人類後將意識永久轉移到納美身體中，並成為奧馬蒂卡亞的酋長，與奈蒂莉育有三個孩子。                                                                           |
| 柔伊·莎達娜   | 奈蒂莉            | 納美人，傑克的伴侶，曾為奧馬蒂卡亞公主。 |
| 雪歌妮·薇佛   | 綺莉              | 傑克和奈蒂莉的養女。誕生自葛蕾絲·奧古斯汀（在首集中即由雪歌妮·薇佛飾演）的納美化身，生父不詳。擁有與眾不同的特質，可與生物產生聯繫。                                                         |
| 斯蒂芬·朗     | 邁爾斯·夸里奇上校 | RDA安全主管，前海軍陸戰隊上校，採礦作業安全方面的負責人，於第一次殖民時期末被傑克與奈蒂莉殺死。然而他和手下們在前往潘朵拉星球前已備份DNA及其記憶，在本作中以納美人的身體重生，欲向傑克報仇。 |
| 克利夫·柯蒂斯 | 東諾瓦力          | 礁人族酋長。 |
| CCH·龐德爾    | 莫亞              | 前酋長之妻，奧馬地卡雅族的精神領袖，奈蒂莉的母親。 |
| 布里坦·道爾頓 | 婁克              | 傑克和奈蒂莉的次子。行事較為衝動，常被父親責難。對喜芮亞產生了好感。 |
| 崔妮蒂·布利斯 | 圖克蒂蕾          | 傑克和奈蒂莉的八歲小女兒。 |
| 貝利·巴斯     | 喜芮亞            | 東諾瓦力、洛納之女兒 礁人族優雅和強大的自由潛水者。對婁克產生了好感。 |
| 菲利普·加里奧 | 奧農              | 東諾瓦力、洛納之兒子 礁人族的年輕獵人和自由潛水者。 |

### 人類
| 演員          | 角色                        | 簡介 |
| 喬·大衛·摩爾  | 諾姆·斯貝爾曼博士           | RDA人類學家，阿凡達計劃中負責研究植物和自然生命。他和傑克·蘇里一同抵達的潘朵拉星，並也操縱了一名阿凡達。儘管起初打算由他來主導和納美人的外交接觸，但後來卻是由傑克贏得了當地人的尊重。 |
| 傑克·查恩     | 邁爾斯·夸里奇·“蜘蛛”·索科羅 | 在「地獄之門」出生的少年，傑克及奈蒂莉的養子，邁爾斯·夸里奇的兒子。 |
| 喬瓦尼·瑞比西 | 帕克·塞爾弗裏奇             | RDA前採礦主管。 |
| 迪利普·勞     | 馬克斯·帕特爾博士           | RDA科學家。 |
| 麥特·傑拉德   | 萊爾·韋恩弗利特下士         | RDA僱傭兵。 |

## 製作

### 發展
2017年7月31日，宣佈位於紐西蘭的電影數位特效公司Weta數位已開始製作《阿凡達》的幾部續集。導演詹姆斯·卡麥隆表示正在考慮以《阿凡達：突鯤騎士》（Avatar: The Tulkun Rider）作為《阿凡達4》的潛在片名。

### 選角
2017年8月，麥特·傑拉德正式簽約在四部《阿凡達》續集回歸飾演萊爾·韋恩弗利特下士（Corporal Lyle Wainfleet）。卡麥隆在接受《帝國雜誌》採訪時透露，斯蒂芬·朗將會回歸，並在四部續集中飾演主要反派。2018年1月，迪利普·勞確認回歸飾演馬克斯·帕特爾博士（Dr. Max Patel）。

### 拍攝
2022年9月，卡麥隆在D23博覽會上宣佈《阿凡達4》已經開始拍攝。

## 發行
《阿凡達4》預定於2026年12月18日美國上映。2023年6月，宣布推遲至2029年12月21日上映。

## 外部連結
- 互联网电影数据库（IMDb）上《阿凡達4》的资料（英文）